# Oversø Kirke
Oversø Kirke er en kirke i landsbyen Oversø lidt syd for Flensborg i Sydslesvig i den nordtyske delstat Slesvig-Holsten.
Kirken er opført som rundtårnkirke i kampesten i 1100-tallet. Det antages, at kirken blev anvendt både som kirke og tilflugtssted. Der er altså tale om en forsvarskirke.
I 1497 blev der indbygget en krydsribbehvælv i koret og omkring 1530 i hele skibet. Hvælvingerne er udsmykket med sengotiske kalkmalerier. Korets malerier fremstiller blad og slyngtråd, groteske hoveder og en sengotisk halvmåne-Madonna. De øvrigre malerier er fra ungrenæssancen og fremstiller bl.a. Jesu dåb. Glasmalerier er udført 1936 af Flensborg-kunstneren Kæthe Lassen. Alteret fra 1700-tallet er forsynet med et sengotisk kors. Lektorieprædikestolen fra 1600-tallet er et arbejde fra Hinrik Ringeriks værksted. Døbefonten er lavet i gotlandsk kalksten. Det sengotiske korbuekrucifiks er fra 1500-tallet. Pulpituret med den pilasterinddelte brystning ved vestsiden blev indrettet i 1713. Kirken blev i 1838 udvidet og fik et orgel. I foråret 1858 nedstyrtede en del af tårnets mur, hvis genoprettelse kostede dengang 1600 danske rigsdaler. På kirkegården ligger den danske oberstløjtnant Jacob von Stürup og to mand fra hans jægerkorps begravet. De faldt den 24. april 1848 under et forsøg på at standse de fremrykkende tyske soldater under tilbagetoget fra Slaget ved Slesvig. Kirken er viet til Sankt Jørgen (Sankt Georg). Sankt Jørgen var en kristen ridder, der besejrede dragen og omvendte mange til kristendommen. Han blev i middelalderen især omtalt som de værgeløses beskytter. Det antages, at rejsende her forrettede deres andagt.
Menigheden hører under den lutherske nordtyske landskirke. I den danske periode før den 2. Slesvigske krig var kirkesproget blandet dansk-tysk.